# Tatort: Und dahinter liegt New York
Und dahinter liegt New York ist ein Fernsehfilm aus der Krimireihe Tatort. Der vom Bayerischen Rundfunk unter der Regie von Friedemann Fromm produzierte Beitrag wurde am 23. Dezember 2001 im Ersten Programm der ARD erstgesendet. Das Münchner Ermittlerduo Batic und Leitmayr ermittelt in seinem 30. Fall.

## Handlung
Der sechzehnjährige Pit Finke freut sich mit seinen Eltern auf eine gemeinsame Zukunft in den USA. Er wohnt in einem sozial schwachen Vorort von München, doch ob dieser Plan in die Tat umgesetzt werden kann und ob er seinen besten Freund Dennis dann nachholen könnte, ist fraglich, denn Pits Mutter Claudia betrügt ihren Mann Alfons mit Martin Reck. Claudia ist unsicher, ob sie ihren Mann verlassen soll, um später mit Martin in sein Haus zu ziehen, für das er bereits einen Vorvertrag geschlossen hat. Reck und Finke sind eigentlich beste Freunde, umso enttäuschter ist Finke von seinem Freund, als er ihn in flagranti ertappt. Der Sohn Pit ist regelrecht wütend und droht Reck an, ihn umzubringen, wenn er seine Familie und deren Zukunftspläne zerstören sollte.
Am nächsten Tag findet Dennis Kellerer, ein stets fotografierender Jugendlicher, der später einmal Polizist werden will, die Leiche des erschossenen Polizeibeamten Martin Reck. Die Kommissare Batic und Leitmayr stellen schnell eine Verbindung des Opfers zu den Finkes her. Bei der Befragung bemerken sie die Betroffenheit von Claudia Finke und auch die Abneigung, die der Sohn Pit Martin Reck gegenüber hegt. Ähnliche Ablehnung müssen die Ermittler erfahren, als sie versuchen in dem Münchner Vorort der Wahrheit auf die Spur zu kommen. Die Bewohner lassen sie spüren, dass sie hier nicht hergehören und sind recht verschlossen.
Die Kommissare versuchen zu klären, woher Reck das Geld für seinen geplanten Hauskauf nehmen wollte. Mit dem Zusatzverdienst aus dem Nebenjob bei einer Sicherheitsfirma dürfte das kaum möglich gewesen sein. Hartmut Grosser, der Leiter der Sicherheitsfirma zeigt sich wenig erschüttert vom Tod Recks. Seltsam ist auch, dass es in letzter Zeit zahlreiche ungeklärte Einbrüche im Einsatzgebiet des ansonsten als vorbildlich geltenden Polizisten gibt. Die betroffenen Firmen gehörten fast ausschließlich zu den von Reck zu bewachenden Objekten. Hatte Reck damit etwas zu tun?
Dennis Kellerer verrät seinem Freund Pit, dass er nicht nur den Toten, sondern auch die Tatwaffe gefunden und an sich genommen hat. Er übergibt sie Pit und dieser spricht mit seinem Vater darüber. Der kommt nun auf die Idee, Grosser damit zu erpressen, dass er wüsste, dass er mit Reck zusammen die Einbrüche begangen hätte und er ihn seiner Meinung nach auch umgebracht hat. Er zeigt ihm drohend die Waffe, die er der Polizei übergeben würde, wenn er nicht zahlen sollte. Kurz darauf wird Grosser von Batic und Leitmayr dabei ertappt, wie er in Recks Wohnung einbrechen will. Daraufhin sehen sich die Ermittler dort noch einmal genauer um und finden in einem Versteck die Beute aus den Einbrüchen. Sie konfrontieren Grosser mit ihrem Fund, doch er gibt an, nichts mit den Einbrüchen zu tun zu haben. Notgedrungen muss er aber zugeben, dass es in letzter Zeit oft Streit zwischen ihm und Reck gegeben hat. Dennoch hätte er ihn nicht umgebracht.
Batic findet ein Indiz, wonach Pit Finke ins Visier der Ermittler rückt. Der will sich inzwischen mit seinem Vater verstecken, da sich die beiden dem Druck der Ermittlungen entziehen wollen. Kurz zuvor hatte Alfons Finke seiner Frau gestanden, dass er sich mit Martin Reck geprügelt hatte und als dieser seine Waffe gezogen hat, wäre die Situation eskaliert. Noch während ihrer Flucht bemerkt Finke die Sinnlosigkeit ihres Tuns. Sein Sohn Pit will ihn davon abhalten aufzugeben und im Handgemenge löst sich ein Schuss aus der Pistole. Alfons Finke liegt getroffen am Boden und Pit flüchtet zusammen mit seinem Freund Dennis Kellerer. Er versteckt sich bei seiner Freundin, wo ihn Batic und Leitmayr schnell finden und festnehmen.
Claudia Finke steht somit vor den Trümmern ihrer Existenz. Sowohl der Freund als auch der Ehemann erschossen, Pits älterer Bruder bei einem Unfall ums Leben gekommen und Pit wird von der Polizei abgeführt.

## Rezeption

### Einschaltquoten
Die Erstausstrahlung von Und dahinter liegt New York am 23. Dezember 2001 wurde in Deutschland von 7,14 Millionen Zuschauern gesehen und erreichte einen Marktanteil von 21,1 % für Das Erste.

### Kritiken
Tilmann P. Gangloff meint auf tittelbach.tv zu diesem Film: „Der ‚Tatort – Und dahinter liegt New York‘ ist deutlich mehr Sozialdrama als klassischer Krimi. Der Film ist stimmungsvoll inszeniert und Jo Heims Bilder wirken lange nach: Statt Weihnachtsfreuden zeigt der Winter bei ihm bloß eine graue Tristesse, die aber mit einem wunderschönen Großstadt-Blues unterlegt ist…“

„Der 30. ‚Tatort‘ mit dem souveränen Trio Batic (Miroslav Nemec), Leitmayr (Udo Wachtveitl) und Menzinger (Michael Fitz) ist ein klassischer Whodunnit (Buch: Friedrich Ani, Regie: Friedemann Fromm), lebt aber besonders von der genauen Zeichnung der Episodenfiguren.“